# Parque estatal de la Isla Anchieta
El Parque estatal de la Isla Anchieta (en portugués: Parque Estadual da Ilha Anchieta) está localizada en el municipio de Ubatuba, se trata de un área de protección ambiental creada a través del decreto ley 9.629 del 29 de marzo de 1977 del Estado de São Paulo y es administrada por el Instituto Forestal (Instituto Florestal), órgano vinculado a la Secretaria Estadal de Medio Ambiente. Es una de las áreas protegidas en el estado de mayor importancia dada su riqueza histórica y natural.
Con un área de 826 hectáreas (8,26 km²), la isla acoge una considerable fauna, siendo una buena parte introducida en la Isla en 1983 por el Zoológico de São Paulo.